# Materiał na żonę
Materiał na żonę – singel polskiego zespołu Modelki, który został wydany 29 sierpnia 2024 za pomocą wytwórni Island Records Polska za pośrednictwem Universal Music Polska.

## Twórcy
Opracowano na podstawie materiałów źródłowych.
- Agnieszka Nowakowska – wokal, tekst, kompozycja
- Urszula Kowalska – wokal, tekst, kompozycja
- Zuzanna Fijak – wokal, tekst, kompozycja
- Szymon Kwiecień (Antony Esca) – tekst, kompozycja
- Michał Włodarski (Vłodarski) – tekst, kompozycja, produkcja, miks, mastering

## Lista utworów
- Digital download[2]

1. „Materiał na żonę” – 1:56

## Teledysk
Do utworu powstał teledysk, który udostępniono 30 sierpnia 2024 za pośrednictwem serwisu YouTube, Apple Music, Tidal i Spotify.

## Notowania
W Polsce utwór zadebiutował na 100. miejscu na polskiej liście sprzedaży – OLiS oraz na 134. miejscu na Top 200 Spotify Polska.